# Juniperus brevifolia
Juniperus brevifolia (яловець азорський) — вид хвойних рослин родини кипарисових. Етимологія: лат. brevis — «короткий», i — сполучна голосна, folius — «листя».

## Поширення, екологія
Цей вид росте на всіх островах Азорських островів (Португалія), де є ендемічним (див. Список ендемічної флори Азорських островів), за винятком острова Грасіоса. J. brevifolia можна знайти в різних місцях проживання; прибережних чагарникових районах з Myrica faya і Erica azorica; гірських чагарникових районах з Calluna vulgaris; первинних чагарникових районах на лавових потоках з E. azorica, C. vulgaris, Vaccinium cylindraceum; ялівцево-лаврових азорських лісах; ялівцево-падубних азорських лісах; як чистих так і ялівцево-сфагнових або лісах на торфовищах.

## Морфологія
Це кущ або невелике дерево, що досягає висоти 6 м і діаметром стовбура до 50 см. Листки вічнозелені, голчасті, ростуть по три, сизо-зелені, 4–10 мм і 1–3 мм шириною. Рослина дводомна, з окремими чоловічими і жіночими особинами. Насіннєві шишки ягодоподібні, зелені, дозрівають протягом 18 місяців до оранжево-червоного кольору з перемінним рожевим восковим нальотом; вони мають сферичну форму, діаметр 6–9 мм. Чоловічі шишки жовті, 2–3 мм завдовжки, і падають незабаром після того як проливають пилок на початку весни.

## Використання
Історично J. brevifolia був використаний в лісовому господарстві, будівництві меблів, інфраструктури та судів. Азорські острови були дуже важливим портом заходу для португальських вітрильників найближчі з або в Бразилії, Африці та Індії в 15-му, 16 і 17 століть. Тепер дуже рідко використовується.

## Загрози та охорона
Поточними загрозами є розширення сільськогосподарських угідь і вплив худоби, а також лісове господарство, особливо створення плантацій Cryptomeria japonica і Eucalyptus globulus. Ці заходи викликали великий занепад субпопуляцій, особливо в гірських районах вище 500 м. Можливо, нинішньою великою загрозою є конкуренція з боку чужорідних видів, особливо Pittosporum undulatum на більш низьких висотах, Hedychium gardnerianum на великих висотах і, на о. Сан-Мігель, Clethra arborea.